# Turturică pitică
Turturica pitică (Oena capensis) este o specie de pasăre columbiformă din familia Columbidae, originară din Africa subsahariană, Madagascar și Peninsula Arabică.

## Taxonomie
Turturica pitică este singura specie din genul monotipic Oena. Este cel mai strâns înrudită cu turturelele din genul Turtur, iar unele dovezi filogenetice sugerează că Oena ar putea face parte din Turtur.
În 1760, zoologul francez Mathurin Jacques Brisson⁠(d) a inclus o descriere a turturicii pitice în cele șase volume ale sale Ornithologie, pe baza unui specimen colectat lângă Capul Bunei Speranțe din Africa de Sud. El a folosit denumirea franceză La tourterelle du Cap de Bonne Espérance și denumirea latină Turtur capitis bonae spei. Deși Brisson a inventat nume latine, acestea nu sunt conforme cu sistemul binomial și nu sunt recunoscute de Comisia Internațională pentru Nomenclatură Zoologică⁠(d). În 1766, când naturalistul suedez Carl Linnaeus și-a actualizat Systema Naturae pentru cea de-a douăsprezecea ediție, a adăugat 240 de specii care fuseseră descrise anterior de Brisson. Una dintre acestea a fost turturica pitică, pe care a plasat-o alături de alți porumbei din genul Columba. Linnaeus a inclus o scurtă descriere, a inventat numele binomial Columba capensis și a citat lucrarea lui Brisson. Numele specific capensis denumește Capul Bunei Speranțe.
Turturica pitică este încadrată în genul propriu Oena, care a fost introdus de naturalistul englez William John Swainson în 1837. Numele genului provine din greaca veche oinas, care înseamnă „porumbel”.

### Subspecii
Sunt recunoscute două subspeii:
- Oena capensis capensis – Linnaeus, 1766: se găsește în Africa subsahariană, Peninsula Arabică, sudul Israelului, sud-vestul Iordaniei și pe Socotra.
- Oena capensis aliena – Bangs, 1918: se găsește în Madagascar

## Galerie

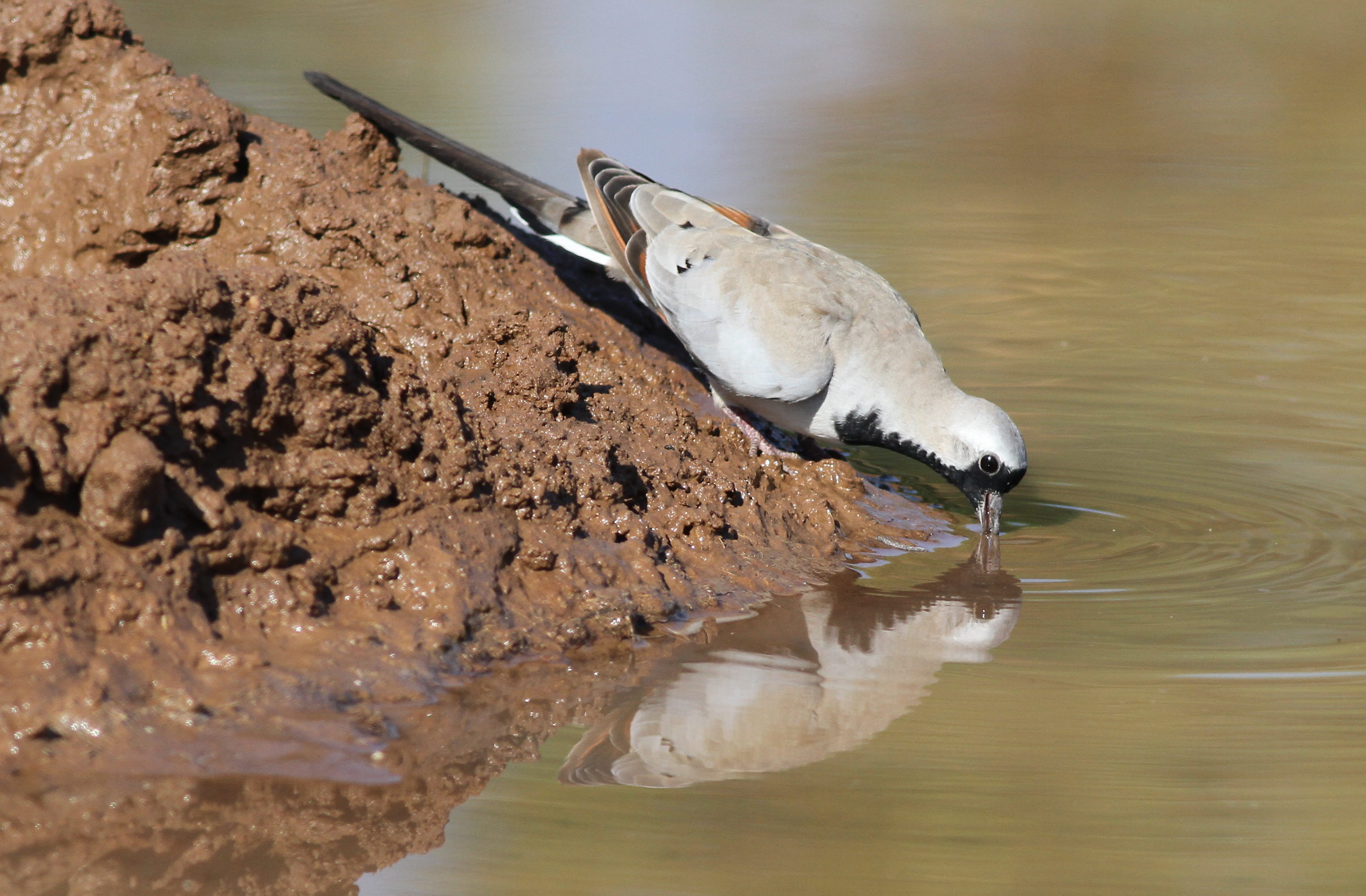
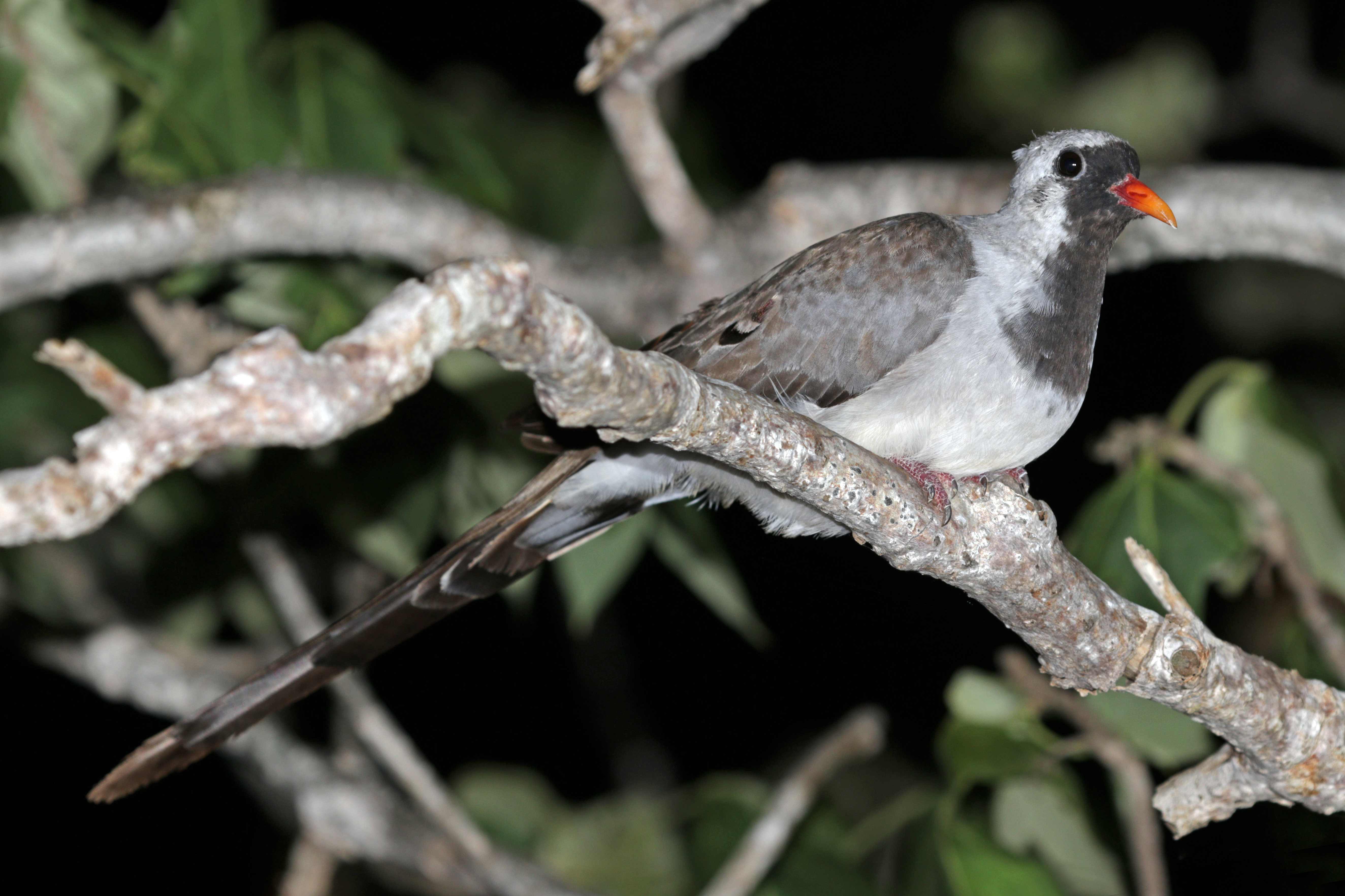
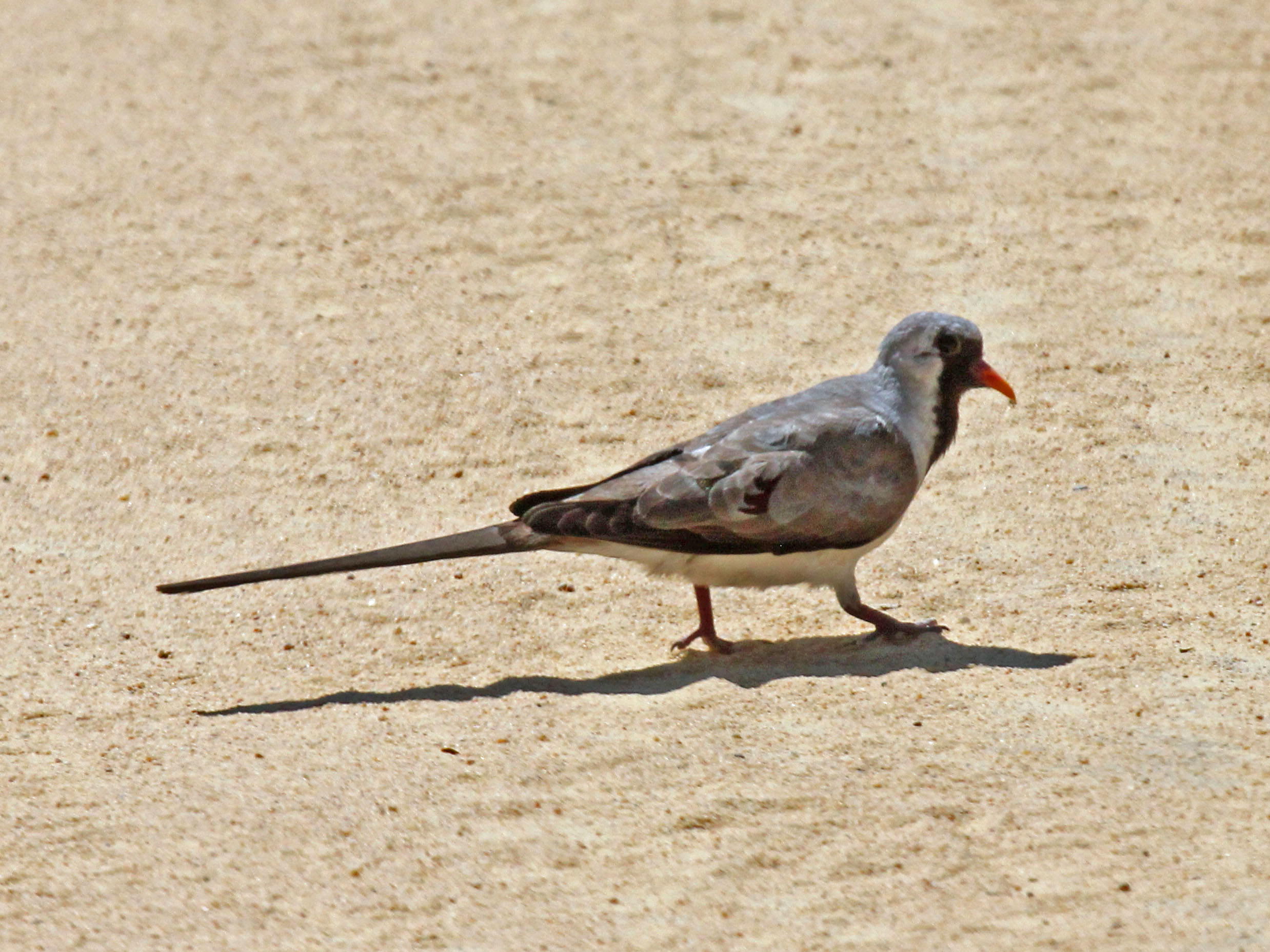
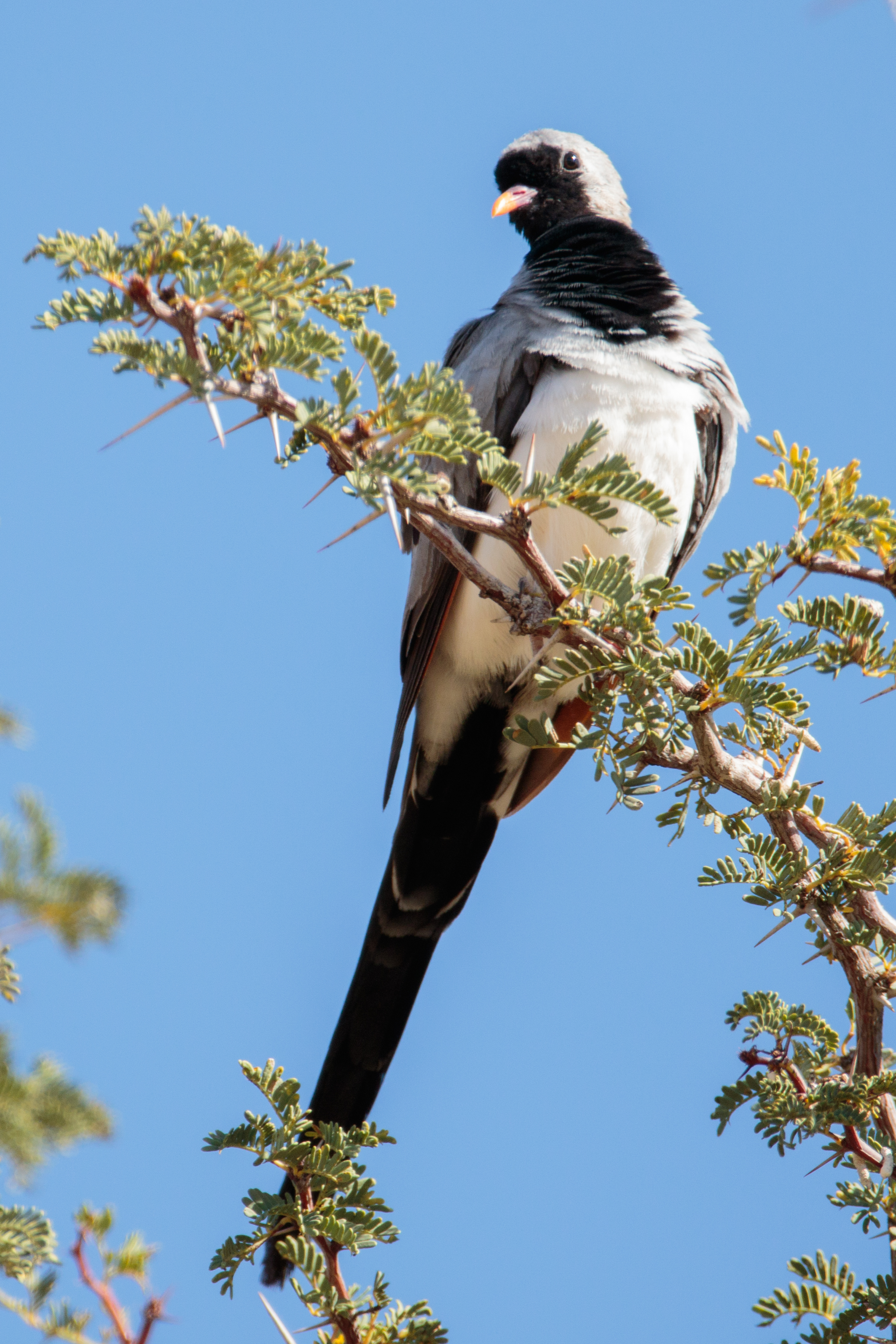
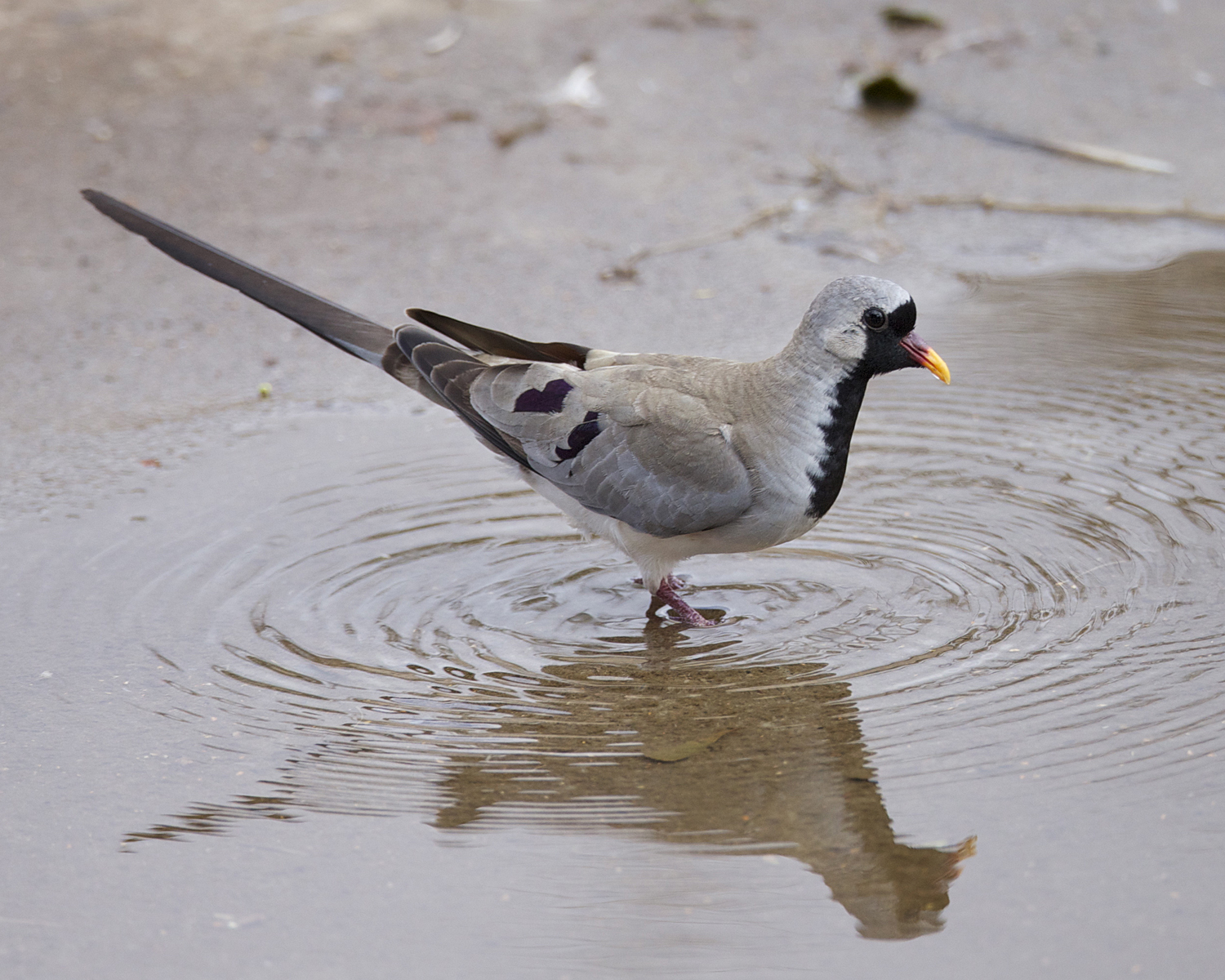
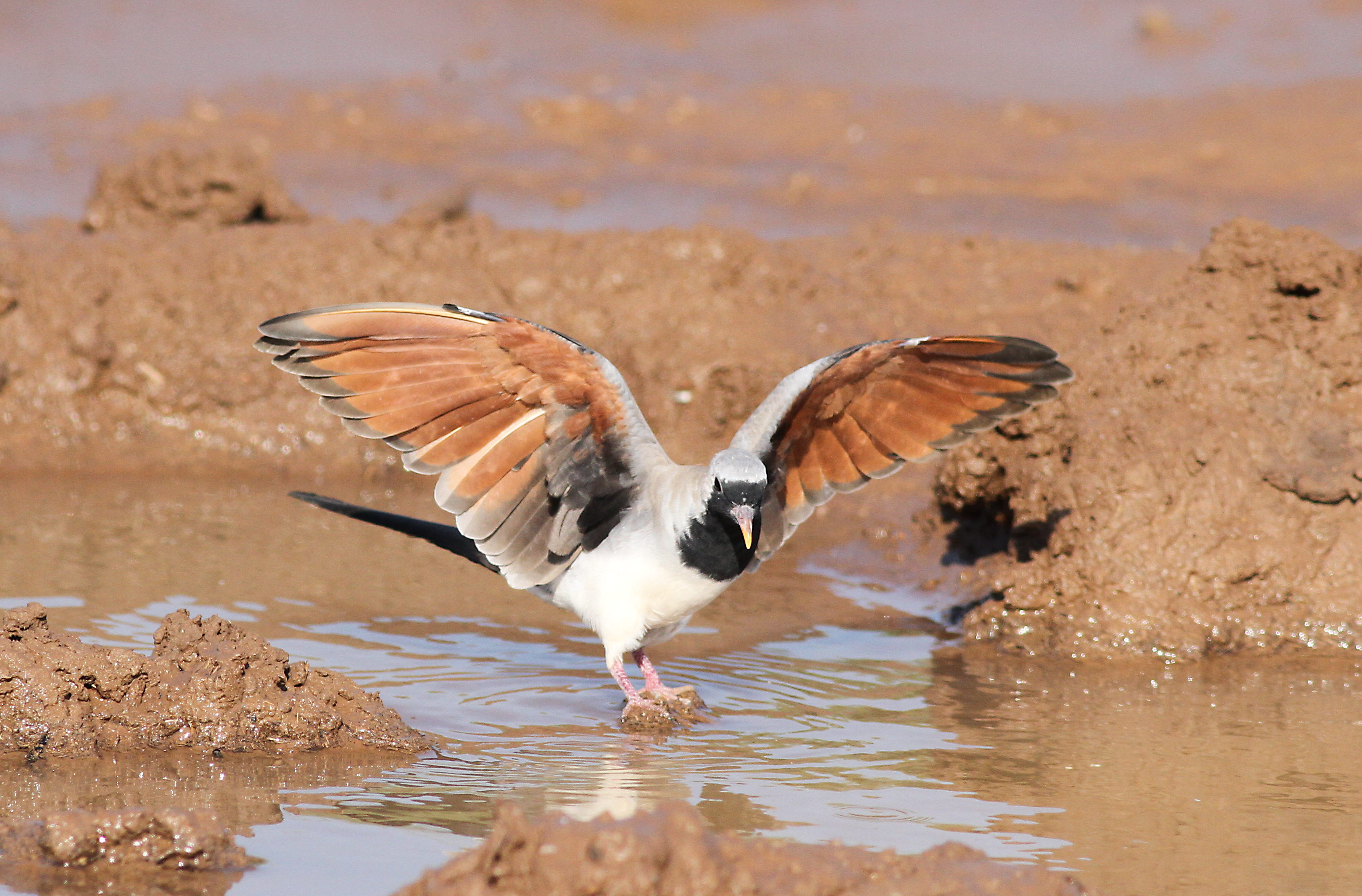
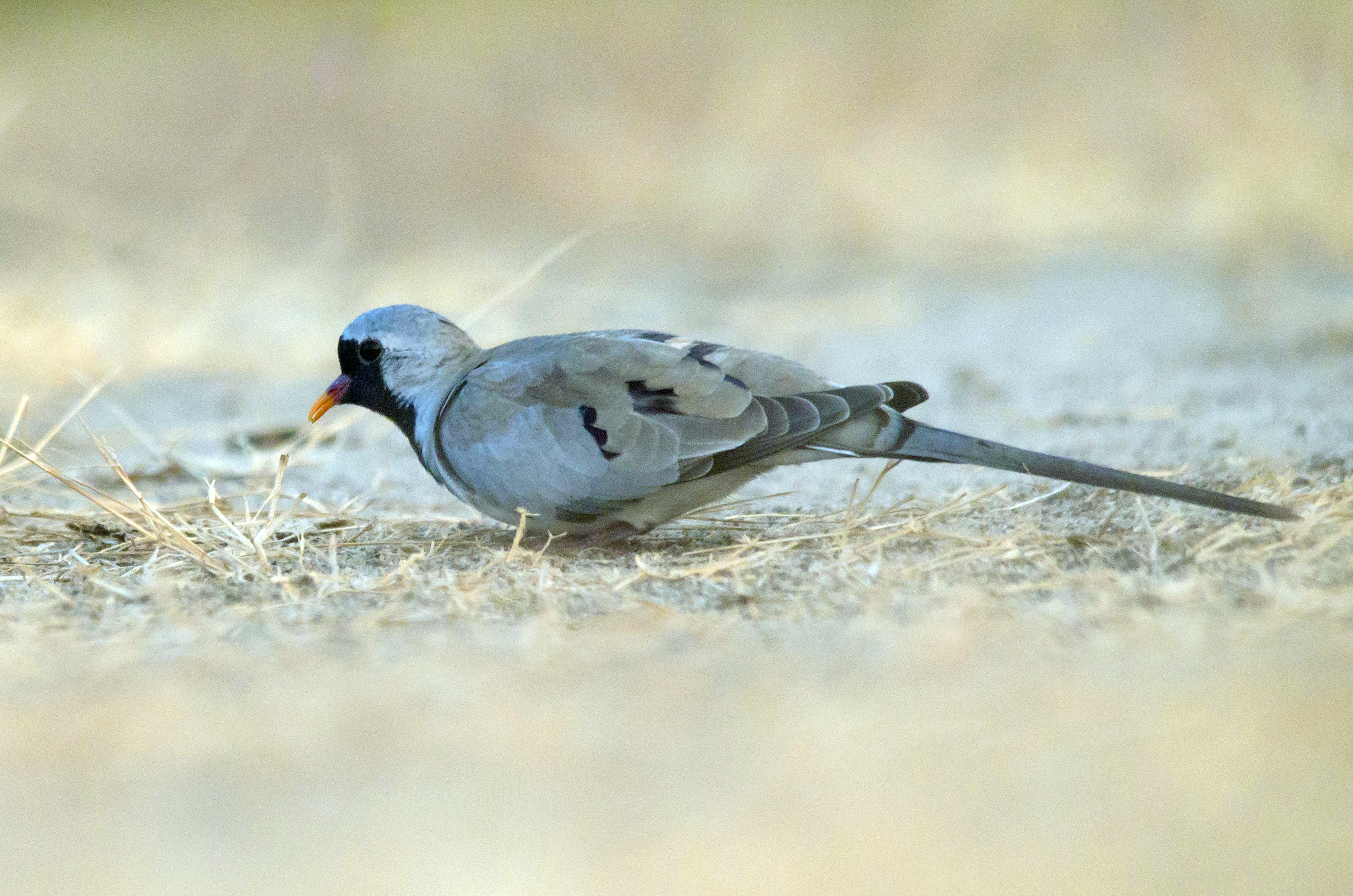